# マリア・テレサ・デ・ボルボーン
マリア・テレサ・デ・ボルボーン・イ・アブスブルゴ＝ロレナ（María Teresa de Borbón y Habsburgo-Lorena, 1882年11月12日 - 1912年9月23日）は、スペインの王族。スペイン王アルフォンソ12世とその2番目の妃であるオーストリア大公女マリア・クリスティーナの間に生まれた第二子、次女。バイエルン王子フェルディナントの妃となった。全名はマリア・テレサ・イサベル・エウヘニア・パトロシニオ・ディエガ（María Teresa Isabel Eugenia Patrocinio Diega）。
マリア・テレサは1906年1月12日、マドリードで従弟のバイエルン王子フェルディナントと結婚し、間に以下の4人の子供をもうけたが、1912年に29歳の若さで亡くなった。
- ルイス・アルフォンソ（1906–1983）
- ホセ・エウヘニオ（1909–1966） - オディエル伯爵夫人マリア・デ・ラ・アスンシオン・ソランヘ・デ・メッシア・イ・デ・レセップスと結婚し、二男二女をもうける。
- マリア・デ・ラス・メルセデス（1911–1953） - ムフラニ系グルジア王位請求者エレクレ・バグラティオニ＝ムフラネリ (en) と結婚
- マリア・デル・ピラール（Maria del Pilar、1912–1918） - 髄膜炎で死去。